# Sinfonía n.º 26 (Haydn)

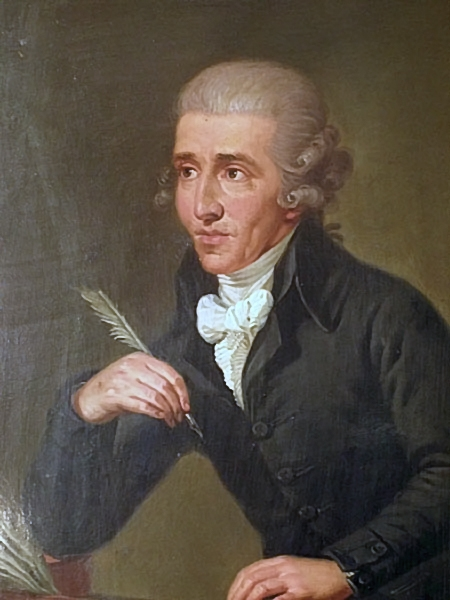
Haydn hacia 1770.

La Sinfonía n.º 26 en re menor, Hob. I:26, también conocida como Lamentatione, fue compuesta por Joseph Haydn en 1768. Se trata de una de las primeras escritas en el estilo Sturm und Drang y está en una tonalidad menor.

## Historia

### Composición
La producción sinfónica del maestro austríaco puede dividirse a grandes rasgos en tres bloques temporales: el primer bloque (1757-1761) se corresponde con su periodo al servicio del conde Carl von Morzin (n.º 1 - n.º 5); el segundo bloque en la corte Esterházy (1761-1790 pero con la última sinfonía para el público de Esterházy en 1781); y el tercer bloque (1782-1795) comprende las Sinfonías de París (n.º 82 - n.º 87) y las Sinfonías de Londres (n.º 93 - n.º 104). El 1 de mayo de 1761 el compositor firmó su contrato como vice-kapellmeister (más tarde kapellmeister) de la familia Esterházy, que nominalmente duró 48 años, hasta su muerte.
La composición de esta pieza se desarrolló en 1768 o posiblemente de 1769 según H. C. Robbins Landon, cuando era asistente de Kapellmeister en la corte del príncipe Nicolás Esterházy. En ausencia de la partitura autógrafa original, no se puede verificar con exactitud la fecha de composición, aunque esta asignación encaja con su aparición en el Entwurf Katalog, que es el catálogo elaborado por Haydn de sus propias obras. Durante un tiempo se asoció erróneamente con la Navidad, que era una festividad religiosa mucho menos importante en aquella época. Pero el tema litúrgico con el que se relaciona claramente es más bien de carácter opuesto: la Pasión. El manuscrito más antiguo conservado indica claramente que la sinfonía fue compuesta para las celebraciones de Pascua. De hecho, Haydn no sólo emplea temas derivados del canto gregoriano, sino que toma prestado uno para el segundo movimiento de las Lamentaciones utilizadas en la iglesia católica romana para los oficios del Jueves Santo.
Desde el época de Haydn, la sinfonía se ha conocido como "Lamentatione" por incluir el motivo "Christus" en el segundo tema del primer movimiento.

### Publicación
La primera publicación fue llevada a cabo en 1768 por la editorial Le Chevardière como Op. 4 N.º 6 en la que fueron editadas solamente las partes para cuerda. En 1908 en el volumen 2 de Breitkopf & Härtel vio la luz la partitura completa.

## Instrumentación
La partitura está escrita para una orquesta formada por:
- Viento madera: 2 oboes y 1 fagot.
- Viento metal: 2 trompas.
- Cuerda: una sección de cuerdas con 2 violines, viola, violonchelo y contrabajo.
- Teclado: clavecín como bajo continuo.

En aquella época se solía emplear un fagot para amplificar la voz del bajo, incluso sin una notación separada. En cuanto a la participación del clavecín como bajo continuo en las sinfonías de Haydn existen diversas opiniones entre los estudiosos: James Webster se sitúa en contra; Hartmut Haenchen a favor; Jamie James en su artículo para The New York Times presenta diferentes posiciones por parte de Roy Goodman, Christopher Hogwood, H. C. Robbins Landon y James Webster. A partir de 2019 la mayor parte de las orquestas con instrumentos modernos no utiliza el clavecín como continuo. No obstante, existen grabaciones con clavecín en el bajo continuo realizadas por: Trevor Pinnock (Sturm und Drang Symphonies, Archiv, 1989-1990); Nikolaus Harnoncourt (n.º 6–8, Das Alte Werk, 1990); Sigiswald Kuijken (incluidas las Sinfonías de París y Londres; Virgin, 1988-1995); Roy Goodman (Ej. n.º 1-25, 70-78, 82-87; Hyperion, 2002).

## Estructura y análisis
La sinfonía consta de tres movimientos:
- I. Allegro assai con spirito, en re menor 4
4
- II. Adagio, en fa mayor 2
4
- III. Menuet, en re menor – Trio, en re mayor 3
4

La interpretación de esta obra dura aproximadamente entre 15 y 20 minutos. Es uno de los primeros ejemplos del estilo Sturm und Drang que caracterizó gran parte de las obras sinfónicas de Haydn en los años 1774 y 1775. Debido a su asociación con la Semana Santa, Haydn utiliza una melodía de un antiguo canto de la Pasión de Cristo, interpolando (como el segundo tema) esta referencia litúrgica como contraste con el tema furioso de la apertura. El mismo canto de lamento también es recogido en el segundo movimiento, reforzando el enlace de la sinfonía con la Pasión a través de la evocación de una melodía conocida por el público de la época.

### I.Allegro assai con spirito
El primer movimiento, Allegro assai con spirito, está escrito en la tonalidad de re menor, en compás de 4/4 y sigue la forma sonata. Se abre con premura por medio de una música lúgubre y apenada. Se trata de un tema sincopado en forte en el mejor y más temprano estilo Sturm und Drang de Haydn, seguido de varias frases entrecortadas en piano. Pero pronto se anima el ambiente con un tema de origen litúrgico, en el cual la música transmite una atmósfera de ligereza y elegancia. Sin previo aviso, la música cambia al tono relativo (fa mayor), donde el primer tema litúrgico se escucha fortissimo en un oboe y los segundos violines. Este tema consta de tres secciones: una melodía forte "declamatoria", basada en un ostinato rítmico; una melodía escalonada en notas más largas en piano; y una variante más aguda de la melodía declamatoria. Se corresponden, respectivamente, con las palabras del Evangelista ("Passio Domini nostri Jesu Christi secundum Marcum. In illo tempore"), de Jesús ("Ego sum") y de los judíos ("Jesum Nazarenum"). El conjunto está envuelto por constantes corcheas en los primeros violines, que mantienen el impulso y vinculan rítmicamente el tema al contexto más amplio. El desarrollo llega tras una repetición de la exposición. Es relativamente breve y se centra sobre todo en el sombrío tema inicial y que en conjunto posee un carácter un tanto épico. También se recuerdan brevemente las palabras de Jesús. La recapitulación presenta el material principal con cambios. La exposición se recapitula sin cambios, hasta que un pedal de dominante "presagia" algo inusual que resulta ser una recapitulación de todo el segundo grupo en la tónica mayor (re mayor), que incluye el tema de la Pasión. Según Webster, este efecto es sorprendente en sí mismo y excepcional, ya que es el primer movimiento en forma sonata en modo menor que Haydn termina en mayor, y no lo volverá a hacer hasta 1782. Al finalizar en el modo "equivocado", seguramente su intención no era simplemente citar una antigua melodía de la Pasión, sino invocar su significado: espantoso y esperanzador a la vez. Concluye con una sensación casi triunfal.

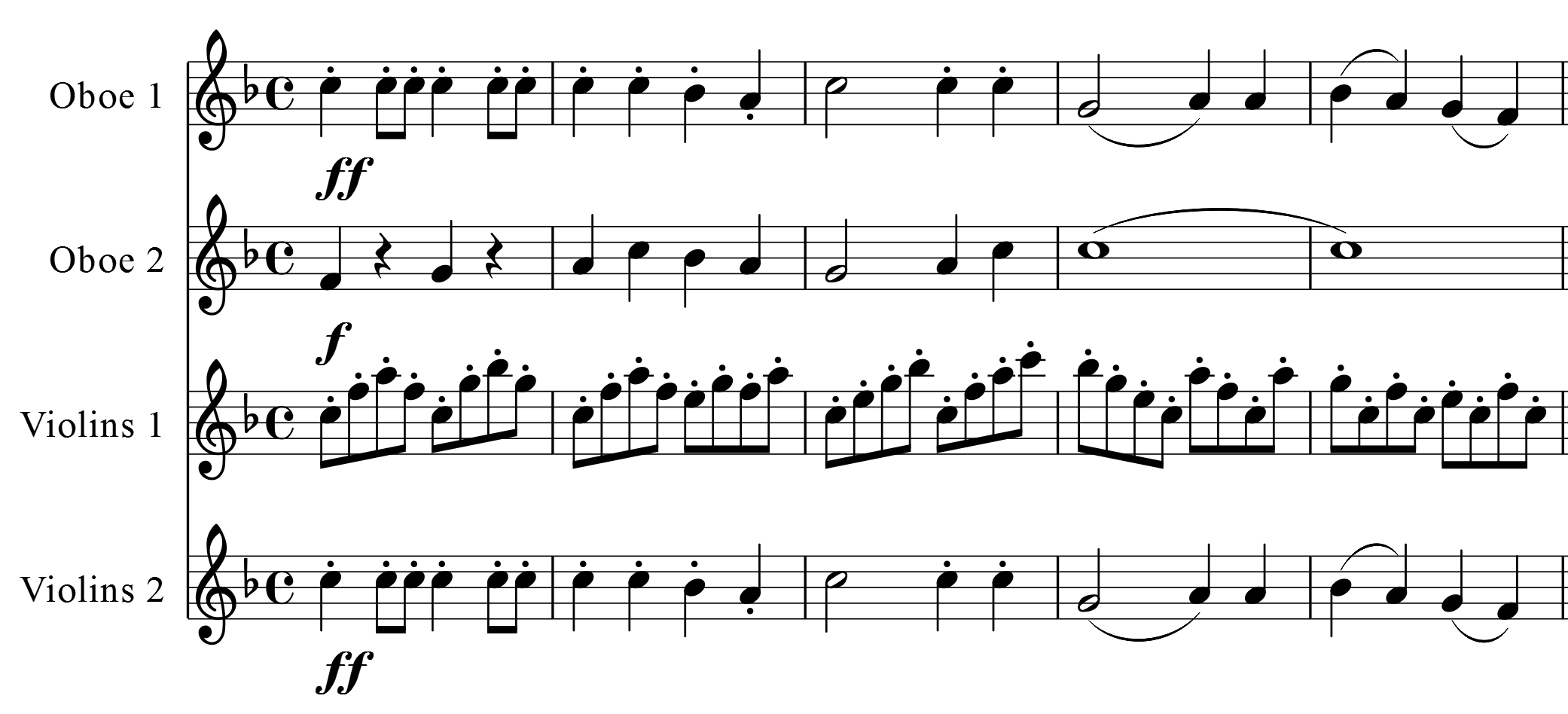
Compases 17 al 21 con la cita del Evangelista.

### II.Adagio
El segundo movimiento, Adagio, está en fa mayor y el compás es 2/4. Otra consecuencia del cierre en mayor del movimiento anterior es que el Adagio arranca con una relación tonal remota (fa mayor desde re mayor); de nuevo, Haydn nunca había hecho esto antes. El Adagio también se basa en otra melodía litúrgica diferente interpretada por oboes y segundos violines, de nuevo envuelta por un canto de los primeros violines. Pero aquí esta melodía se inicia directamente. Se trata de un auténtico "lamento", extraído de una colección de melodías de este tipo identificadas por letras del alfabeto hebreo ("aleph". "beth", etc.); su texto comienza así: "Aleph. Incipit lamentatio Jeremiae Prophetae". La escritura de Haydn evoca una extraña mezcla de constricción y exaltación con giros de violín que rodean la melodía litúrgica, lenta y melódicamente limitada, todo ello apoyado por una línea de bajo tipo "walking bass", que según Webster aludir a los peregrinos. Destacan el maravilloso "realce" al entrar las trompas al principio de la recapitulación, así como un momento de ambigüedad tonal cerca del cierre, que desarrolla aún más las polaridades re mayor / fa mayor previas. Presenta el tema "Lamentatio" antes mencionado en una atmósfera que equilibra serenidad y tristeza: las cuerdas cantan la melodía en tono afligido y solemne, pero con una sensación de consuelo, en particular por la espléndida calidez de la escritura del oboe. En seguida se escucha un segundo tema interpretado por las cuerdas, que es una creación enérgica, casi lúdica y que se utiliza sobre todo como acompañamiento obbligato a la melodía principal. Le sigue un cierto desarrollo, así como una buena cantidad, aunque no excesiva, de repetición de materiales temáticos previos.

### III.Menuet– Trio
El tercer y último movimiento, Menuet – Trio, retoma la tonalidad inicial en el minueto que pasa al re mayor en el trío y el compás es 3/4. El Finale adopta la forma de un minueto con trío. Ha planteado problemas de interpretación, en parte porque se "supone" que las grandes sinfonías tienen cuatro movimientos, en parte porque los minuetos se asocian con un estilo galante de carácter desenfadado y alegre. Pero este movimiento, aunque elegante y rítmico, es austero y concentrado es el más intenso de todos en muchos sentidos. Desde el principio, el comienzo fuera de tónica, los motivos rítmicos inestables, la armonía napolitana y el ritmo ambiguo de las frases crean un ambiente opresivo. No aparece ninguna tónica en posición fundamental hasta la recapitulación, e incluso este acontecimiento está desestabilizado. El bajo enuncia el tema un compás 'demasiado pronto', de modo que cuando la melodía entra 'correctamente', engendra un notable canon ascendente, que domina la recapitulación y parece elevarse hacia los cielos, hasta que se rompe bruscamente en un acorde disonante; le siguen las cadencias finales en calma. Aquí se presagia a Mozart, en particular el Adagio y fuga para dos pianos, K. 426, y el Concierto para piano n.º 20 en re menor, K. 466. En palabras de Webster, aunque sería absurdo especular cómo un oyente del siglo XVIII podría haber escuchado este movimiento en términos de la Pasión, sin duda es lo suficientemente serio como para concluir esta notable sinfonía.